# Åke Ortmark
Åke Helge Ortmark, född 14 maj 1929 i Sankt Matteus församling i Stockholm, död 18 oktober 2018 i Hedvig Eleonora distrikt i Stockholm, var en svensk journalist, författare och programledare i TV.

## Uppväxt och studier
Åke Ortmark var son till ingenjören Helge Ortmark och Ester Larsson. Åke Ortmark föddes i Vasastan, och växte upp i Ålsten i Stockholm.
Under en period i början av 1950-talet studerade han ekonomi vid Berkeley i USA. Ortmark blev civilekonom vid Handelshögskolan i Stockholm 1954.

## Karriär
Han anställdes vid Sveriges Radio 1958. Han var under en period programledare i nyhetsprogrammet Aktuellt och  Direkt - veckan som gick. Tillsammans med Herbert Söderström introducerade han skjutjärnsjournalistiken i svensk radio 1962, och tillsammans med Gustaf Olivecrona och Lars Orup (de tre O:na) i svensk television.
Ortmark var chefredaktör för Veckans Affärer 1974–1976.  Han blev 1997 programledare för intervjuprogrammet O som i Ortmark i TV8, för att 2006 gå över till Axess TV.
Ortmark belönades med TV-priset Kristallen år 2005 i kategorin Stiftelsens hederspris.
Den 25 juni 2006 var Ortmark sommarpratare i Sveriges Radio P1. År 2008 utsågs han till ledamot av Humanisternas förbundsstyrelse.

## Familj
Åke Ortmark var gift tre gånger, första gången 1961–1974 med Sinikka Tenhunen, född Saarinen, andra gången 1974–1992 med Annika Roth (1940–2001) och tredje gången från år 2000 och fram till sin död med  Eva Norlin (född 1943).
Ortmark hade tre barn och var farfar till fotbollsspelaren Jacob Ortmark. Åke Ortmark är gravsatt på Galärvarvskyrkogården i Stockholm.

## Filmmanus
- 1973 – Makt på spel (TV-serie)[24]